# 190-talet f.Kr.

## Händelser
- 27 mars 196 f.Kr. – Texten på Rosettastenen skrivs.
- 195 f.Kr. – Kinas huvudstad, Chang'an, blir världens största stad.

## Födda
- 195 f.Kr. – Terentius, romersk författare.
- 190 f.Kr. – Hipparchos, grekisk astronom och matematiker.

## Avlidna
- 192 f.Kr. - Nabis, tyrann och siste självständige härskaren (från 207 f.Kr.) av Sparta.